# Hieronymus Brunschwig
Pour les articles homonymes, voir Brunschwig.
Hieronymus Brunschwig, Jérôme Brunschwig, né vers 1450 à Strasbourg et mort vers 1512 dans la même ville, est un apothicaire et chirurgien alsacien, germanophone. Il est l'auteur d'ouvrages pratiques sur les techniques chirurgicales et les instruments et procédés de distillation de matière médicale. Écrit en allemand (plutôt qu'en latin) pour se mettre à la portée du plus grand nombre, il s'adresse directement à ses lecteurs et leur indique comment procéder pas à pas par eux-mêmes. Les deux tomes du Livre de la Distillation (publiés en 1500 et 1512) sont probablement les premiers manuels de distillation destinés aux apothicaires publiés en Europe. Ouvrages à succès, ils eurent une influence profonde à travers de nombreuses rééditions, traductions et imitations. Leur célébrité tient aussi à la qualité du travail de l'imprimeur-éditeur Johann Grüninger qui employait une équipe de graveurs de planches xylographiques afin de pourvoir ses publications de nombreuses illustrations de belle facture.
En tant qu'apothicaire, Brunschwig concevait la distillation comme une technique de purification des substances permettant d'en extraire la partie pure, thérapeutiquement efficace, de la partie impure, toxique. Il prôna le remplacement des formes galéniques traditionnelles de la matière médicale par une forme distillée.
Sa notion de la distillation influencée par Roquetaillade et l'usage qu'il en fit en pharmacologie, marque le début du passage de l'usage des herbes médicinales aux produits chimiques.

## Biographie
On sait très peu de choses de la vie de Jérôme Brunschwig. Il est né vers 1450 à Strasbourg, ville libre du Saint-Empire, et il y a vécu. Après une formation chirurgicale, il a voyagé en Alsace, Souabe, Bavière, Franconie et Rhénanie, et a appris sur le tas à préparer des remèdes et à procéder à des distillations. Il indique dans une de ses œuvres avoir soigné le bourgmestre de Francfort, Melchior Blüme, pour 15 florins. Il signale en plusieurs endroits comment il a appris par l'expérience au contact des malades. C'est donc à juste titre que des pièces d'archives parlent de lui comme d'un homme non pas instruit et savant (« gelehrt »), mais « expérimenté » (« der erfarne Hieronymus Brunschwig »).
Quelques notes dans son Das Buch der Cirurgia (1497) ont suggéré qu'il avait étudié à Bologne, à Padoue et à Paris et participé à la guerre de Bourgogne. Mais ces hypothèses, pourtant répétées à satiété, restent sans preuves,.
Il s’installe à Strasbourg à la fin du XVe siècle comme apothicaire et chirurgien. Dans la réédition de 1532 de son ouvrage le Grand Livre de la distillation, l'éditeur-imprimeur Barthélemy Grüninger, fils de Jean Grüninger qui a publié ses ouvrages de son vivant, le désigne explicitement comme chirurgien (« médecin des plaies ») et apothicaire : « Wundartzet und Apotheker ». Cette information est confirmée par deux autres sources :
1. En 1518, le Miroir de la Médecine de Laurent Fries parle de lui comme de l'apothicaire qui a sa maison près du marché aux poissons, chez qui le menu peuple des villages et châteaux se précipite en implorant de l'aide (« hilff uns auch ! ») et qui leur a écrit deux beaux livres (« zwei schöne Bücher ») où on peut puiser de bonnes leçons. Cet ouvrage mentionne aussi le fait que Brunschwig avait une activité d'apothicaire ambulant dans la campagne alsacienne où il était très populaire.
2. En 1517, les pièces d'un procès mentionnent à deux reprises « Maître Jérôme, l'apothicaire du marché aux poissons ».

Il écrivit plusieurs ouvrages sur l'anatomie, le traitement des blessures, la préparation des remèdes et la distillation, qui connurent un certain succès et furent plusieurs fois réédités. L'ouvrage sur l'art de la distillation, Liber de arte distillandi de simplicibus (1500) a établi sa renommée.

## Œuvres

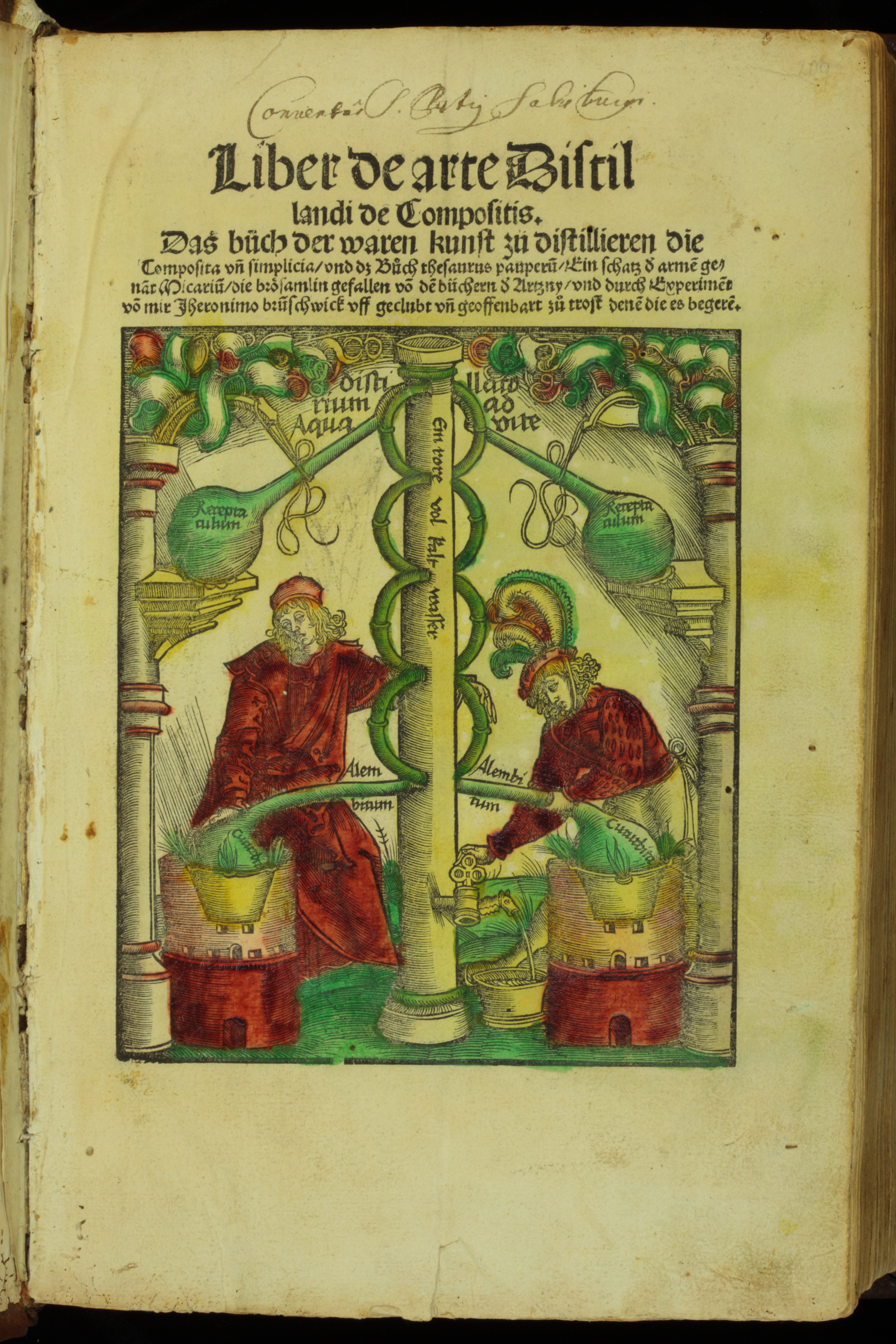
H. Brunschwig Liber de arte Distillandi Appareil distillatoire, formé de 2 fourneaux latéraux chauffant des cucurbites et envoyant les vapeurs dans une tuyauterie en 8 débouchant au sommet sur des récipients récupérant l'eau-de-vie.

Il est l'auteur de quatre ouvrages majeurs, publiés par un des grands représentants de la tradition strasbourgeoise des incunables illustrés, l'imprimeur Johann Grüninger .
1. Dis ist das Buch der Cirurgia. Hantwirckung der Wund artzny, 1497
2. Liber de Arte distillandi de simplicibus. Das Buch der rechten Kunst zu distilieren die eintzigen Ding, 1500
3. Liber pestilentialis de venenis epidemie. Das Buch der Vergift der Pestilentz, 1500
4. Liber de Arte distillandi de compositis. Das Buch der waren Kunst zu distillieren die Composita und Simplicia und das Buch Thesaurus pauperum, ein Schatz der Arme, 1512

Pour se mettre à la portée des barbiers-chirurgiens et de l'homme du commun, Brunschwig écrit en allemand, son manuel de chirurgie. Avec les plus importants chirurgiens germanophones de la Renaissance, Heinrich von Pfalzpaint (de), Hans von Gersdorff, Brunschwig écrit dans une langue et un style accessibles aux profanes. En France, le réformateur de la chirurgie française, Ambroise Paré, fait de même, dans des textes pleins de verve et de bon sens.
En août 1500, sort Liber pestilentialis de venenis epidemie sur la peste. Normalement les soins du patient relevaient du médecin et le rôle du chirurgien n'était que d'ouvrir les plaies des pestiférés. Brunschwig fut témoin de l'épidémie de peste de 1473 qu'il décrit en termes saisissants. C'était comme un abattoir, dit-il, où chacun cherchait à tout prix à s'en sortir seul, en oubliant tous les liens de solidarité familiale, amicale ou de voisinage. Les médecins fuirent et les prêtres et frères mendiants firent de même, sans recevoir les confessions des mourants. Mais les chirurgiens restèrent, dit-il.
Brunschwig continuera à préférer la langue vernaculaire au latin académique pour écrire ses ouvrages sur la distillation des remèdes, même s'il donne des titres en latin. Il fournira des traités pratiques, accumulant des détails de fabrications et de recettes, et donc parfois considérés comme uniquement destinés aux praticiens mais en fait assez novateurs sur le plan interprétatif, car fournissant une conception de la Quintessence qui annonce l'alchimie spéculative du XVIe siècle. Publiés initialement par l’éditeur Johann Grüninger à Strasbourg, ils eurent de nombreuses éditions et furent traduits en anglais, hollandais, tchèque et russe mais pas en français. Ils firent autorité pendant tout le XVIe siècle.

### Chirurgie, 1497

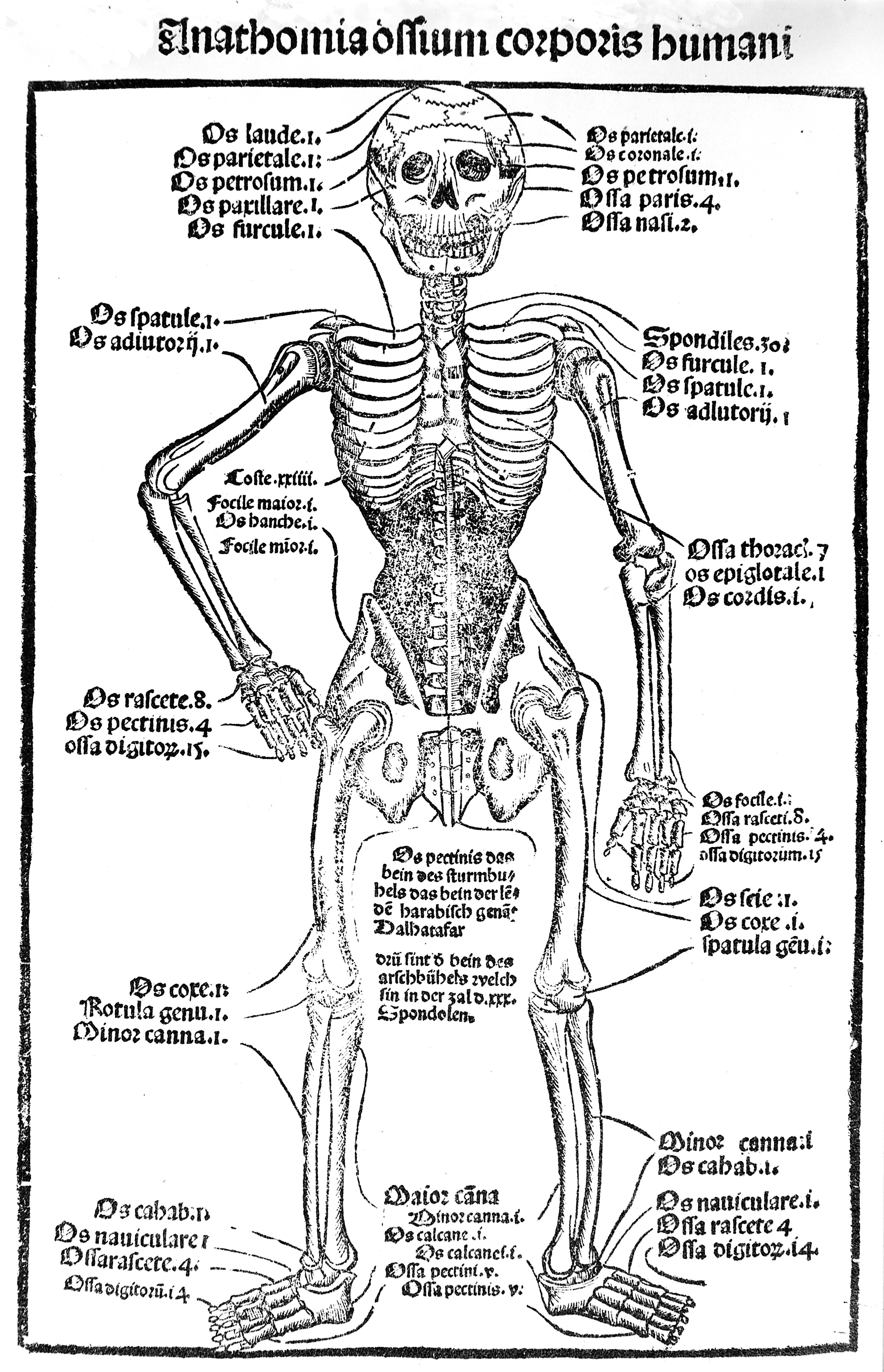
Squelette. Brunschwig insiste sur l'importance de bien connaître l'anatomie.

L'incunable Cirurgia publié en 1497 rencontra un succès considérable. C'était l'époque où les chirurgiens de langue allemande absorbaient allégrement les découvertes et les techniques des chirurgiens italiens et français, pour essayer de combler leur retard sur leurs confrères d'Europe du Sud qui avaient reçu le savoir médical des Anciens et des Arabes. Avant Brunschwig, le chevalier teutonique Heinrich von Pfalzpaint (de) (Pfalzpeunt) était le type même de l'habile praticien qui ne connaissant pas le latin, avait rendu cependant compte dans son œuvre de son expérience de chirurgien de guerre et fait part de son intérêt pour les blessures par balles. Les œuvres des chirurgiens latins commencèrent à traverser les Alpes à partir du XIVe siècle dans des traductions en allemand : les innovations de Théodore Borgognoni, Henri de Mondeville, et Guy de Chauliac devinrent alors disponibles.
Quand il publia son manuel de chirurgie, Brunschwig eut l'avantage sur ses prédécesseurs du fait qu'il était doué d'un talent littéraire certain et qu'il trouva un imprimeur-éditeur Johann Grüninger, qui attachait la plus grande importance à l'illustration des ouvrages.
Brunschwig fournit avec Cirurgia, un manuel pour les apprentis, un compendium de pratique générale, « quand le chirurgien vivant dans les villages et châteaux isolés, loin de toute aide, doit compter sur ses seules ressources », dit-il. Il y expose la pratique chirurgicale connue des Italiens et des Français et fournit des conseils pratiques propres à aider les chirurgiens dans le traitement des plaies. Pour être tout à fait à la portée de tous, Brunschwig écrit dans le parler de sa ville natale, l'alsacien. Il examine en sept articles, le traitement des blessures, fractures et luxations, et en raison du rôle important du traitement médicamenteux qui accompagnait les interventions, il annexe un antidotaire. Pour les anesthésies, il utilise une potion narcotique, faite à base de Solanaceae (atropa, jusquiame, mandragore) et de Papaveraceae (opium, coquelicot) etc. Le procédé pouvait être dangereux et entrainer la mort du patient.
Selon Gundorf Keil, l'ouvrage est essentiellement une compilation, n'apportant rien de nouveau par rapport aux traités chirurgicaux antérieurs en langue allemande. On y relève des citations de divers auteurs comme du chirurgien français du XIVe siècle, Guy de Chauliac (Guido), auquel Brunschwig fait de larges emprunts. Il emprunte aussi au moine médecin italien Guillaume de Salicet du XIIIe siècle, au chirurgien des rois de France, Henri de Mondeville, et à travers eux à la tradition du galénisme : Galien, Rhazès, Mésué, Aboulcassis. On ne trouvera pas d'originalité dans le traitement des blessures, des fractures, luxations ainsi que dans la pratique de la trépanation et de l'amputation, traités tous de manière traditionnelle. Cependant, Brunschwig peut faire preuve d'esprit critique en s'appuyant sur son expérience personnelle.
L'œuvre a été très appréciée pour sa riche iconographie, largement diffusée par la suite. Les planches de gravures de bonne facture représentent un progrès notable pour la chirurgie de langue allemande qui était en retard par rapport à celle d'Italie et de France.

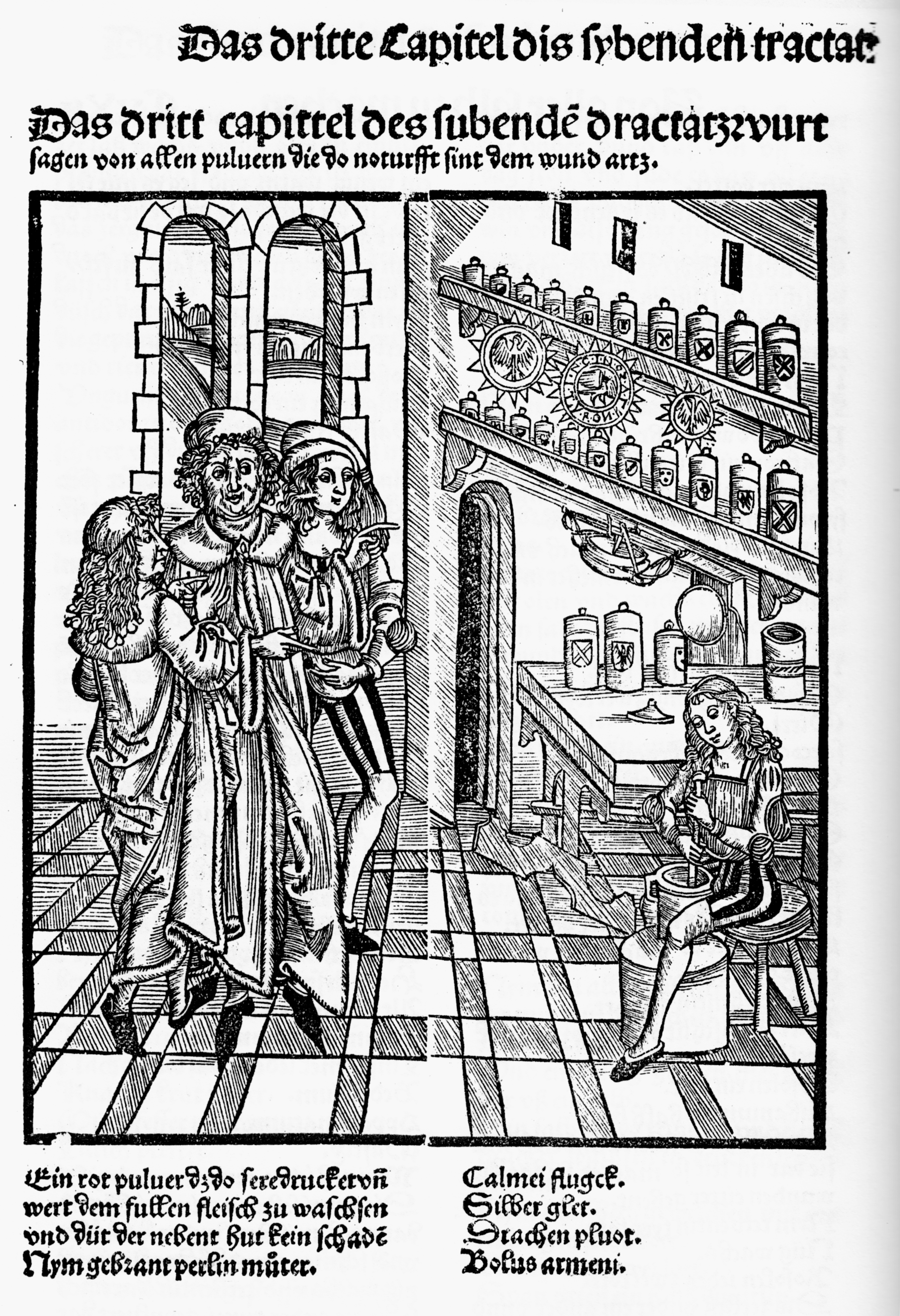
Le médecin avec ses assistants et élèves, examine le patient (Buch der Cirurgia. 1497).
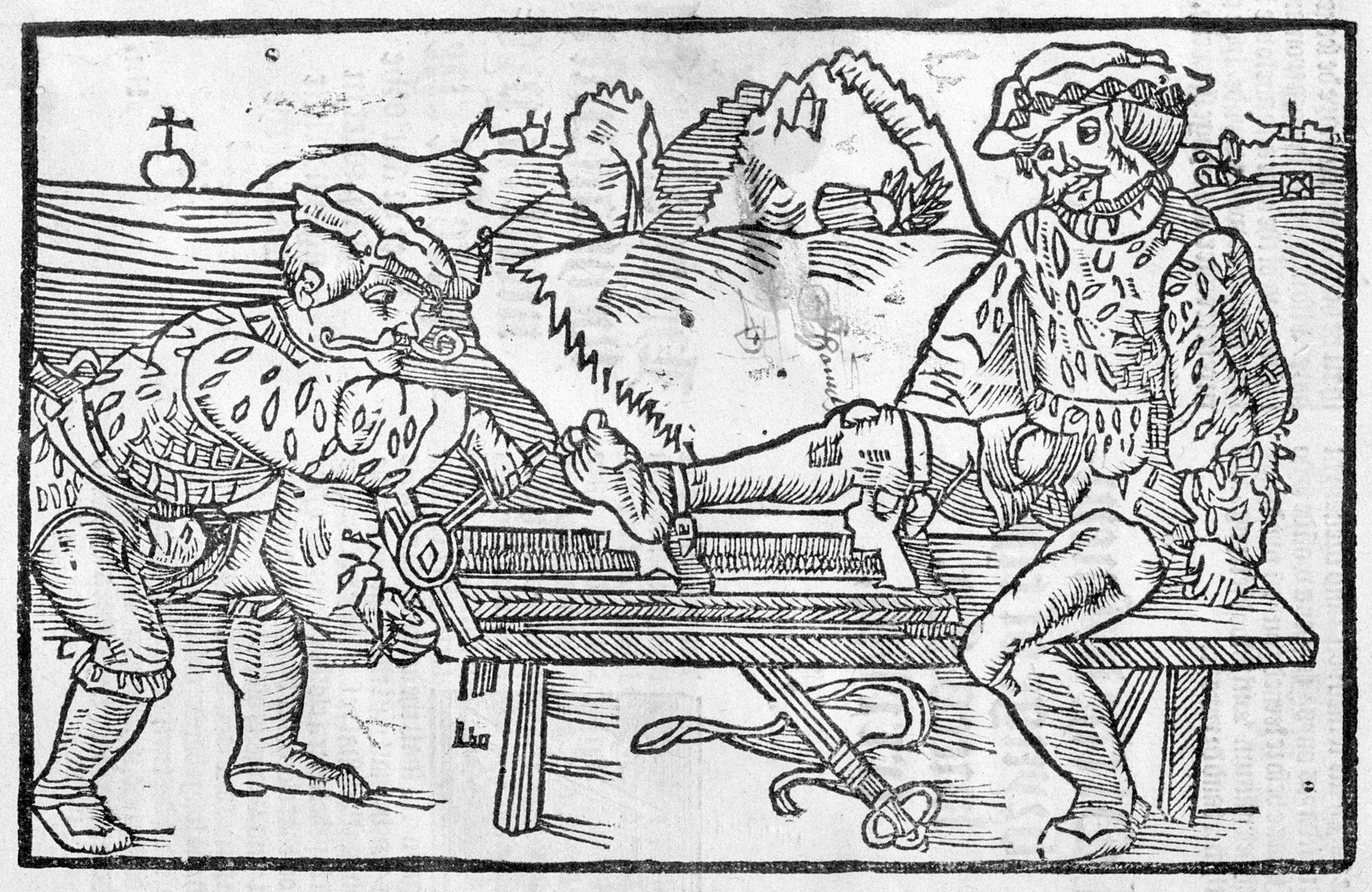
Luxation.
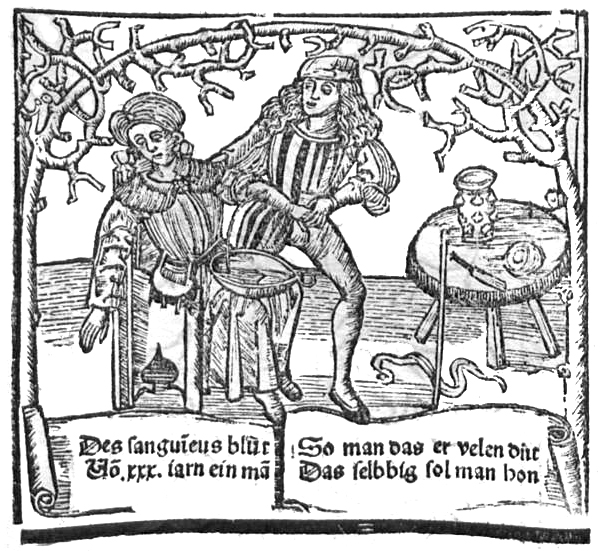
Saignée.

Cirurgia sortit à Strasbourg le 14 juillet 1497 chez Johann Grüninger mais dès décembre 1497, une édition pirate paraît à Augsbourg, chez Schönsperger, avec une correction des erreurs.  Grüninger entra immédiatement en contact avec l'auteur qui écrivit quatre chapitres supplémentaires, sur l'embaumement, l'amputation de membres gangrénés, l'expulsion des vers intestinaux, illustrés de deux nouvelles gravures. Ce nouveau texte fut rassemblé dans un cahier annexé à l'ouvrage. Au XVIe siècle, trois nouvelles éditions sortirent : en 1513 chez Grüninger à Strasbourg, en 1534 et 1539 chez Alexandre Weyssenhorn à Augsbourg. Un traduction anglaise sortit en 1525, une néerlandaise en 1535 et une tchèque en 1559.

### Distillation, 1500, 1512
Les deux volumes du Livre de la Distillation (Liber de Arte Distillandi) produits par Brunschwig en 1500 et 1512 visaient, suivant ses dires, « à aider les chirurgiens, médecins et apothicaires mais aussi beaucoup de personnes...à apprendre comment distiller de nombreuses herbes pour traiter et guérir beaucoup de maladies et infirmités apparentes ou non / et on doit comprendre que les "eaux" [distillats] sont meilleures que les herbes » (d'après The vertuose boke of distyllacyon, traduction anglaise de 1527 de Kleines Destillierbuch). Dans ces ouvrages, il fait le point des connaissances de son époque sur les appareils à distiller et indique l'usage qui peut en être fait en pharmacologie.
En ces débuts de l'imprimerie européenne, ces ouvrages de Brunschwig sur la distillation connurent un grand succès en raison des innovations que constituaient la typographie, l'utilisation d'une riche iconographie et le choix d'écrire dans une langue vulgaire plutôt qu'en latin académique. C’est dans l‘incunable Liber de arte distillandi de simplicibus (1500) qu’on trouve la première description imprimée des techniques de distillation des substances d’origine végétale et animale.
L'art de la distillation qui remontait aux alchimistes gréco-égyptiens (comme Zosime de Panopolis), fut approprié et modifié par les médecins-alchimistes de langue arabe qui distillaient des minéraux et des matières organiques et produisaient de l'eau de rose à des fins médicinales. La réception de ces travaux se fit à École de Salerne en Italie aux XIe – XIIIe siècles, par des traductions de arabe en latin. Cependant pour pouvoir produire efficacement de l'eau-de-vie par distillation du vin, il fallait aussi disposer d'alambics dotés d'un système de refroidissement efficace des vapeurs, par l'intermédiaire d'un serpentin refroidi en permanence par de l'eau fraîche. Cette innovation essentielle semble s'être produite dans la Bologne de  Théodore Borgognoni, durant la période 1275-1285 (McVaugh, 2005) mais tarda très longuement à être mise en œuvre, puisque Brunschwig ne l'utilise pas.
Dans le domaine médical, les médecins du XIIIe – XIVe siècles, comme Arnaud de Villeneuve (1240-1311), n'ont pas accordé beaucoup d'intérêt à la distillation. Arnaud mentionne bien dans son Antidotarium la technique de distillation de l'aqua ardens (eau-de-vie) mais dans le Speculum écrit dans la décennie suivante, il semble ne pas faire grand usage de ce produit. Dans le prolongement de l'usage traditionnel des plantes médicinales remontant à Dioscoride, un ouvrage écrit dans les années 1322-1328 par maître Silvestre, Le Livre des vins (Liber de vinis), et attribué à tort à Arnaud de Villeneuve, donne une cinquantaine de recettes de vins médicinaux et seulement deux recettes d'eau-de-vie aromatisées.

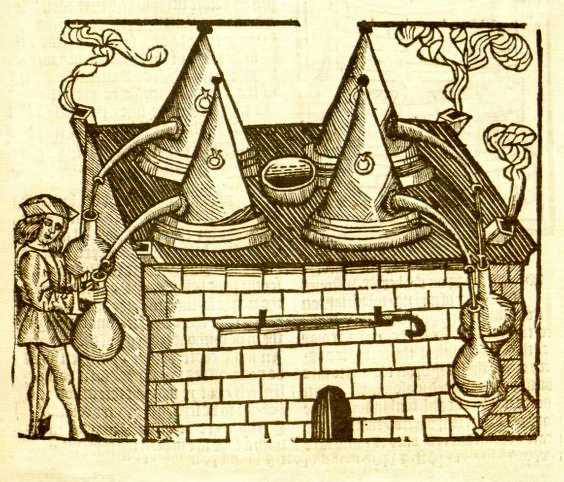
Appareil à distiller à 4 chapiteaux rosenhut

L'époque de Jérôme Brunschwig est celle d'un tournant où les mélanges grossiers d'herbes médicinales sont remplacés par des substances traitées préalablement par le feu : sa pharmacopée est constituée de distillats de substances végétales ou animales, mais pas des plantes elles-mêmes. Il ne s'agissait plus de faire macérer ou infuser la plante séchée dans de l'eau (Galien), du vin (Liber de vinis) ou même de l'alcool mais d'en extraite et concentrer certains principes, par la distillation. Dans ses ouvrages Liber de arte distillandi  de 1500 et 1512, les distillats médicinaux l'emportent complètement sur les plantes médicinales en poudre, sirop et décoction, afin de rendre les remèdes plus agréables à prendre. Brunschwig veut s'appuyer sur la distillation « cette noble science de la séparation des substances grossières et terrestres des subtiles » et privilégier la préparation d'« esprits » ou d'« essences » des substances naturelles brutes. Pour Brunschwig s'inspirant de Jean de Roquetaillade, les Essences sont transformées en Esprits, et tendent elles-mêmes, de sublimations en sublimations, à se transformer en Quintessence. Cette quinte-essence n'est pas composée des quatre éléments (la terre, l'eau, l'air et le feu) puisqu'elle est la substance la plus pure qui puisse en être tirée. Cette notion va se répandre grâce au succès de De arte distillandi qui va devenir au XVIe siècle un manuel de référence des distillateurs.
Brunschwig qui connaissait bien l'alchimie, définit la distillation comme un processus de séparation de l'essentiel de l'accessoire :
| « La distillation n'est rien d'autre que l'art de séparer le subtil du grossier et le grossier du subtil, afin de rendre le corruptible incorruptible, le matériel immatériel, l'esprit encore plus spirituel... » (Vertuose boke of distyllacyon, Chap.1). |

La distillation est donc une technique de purification qui aide l'homme à garder « santé et force », et au malade à retrouver la santé grâce aux moyens puissants de guérison qu'elle offre. Elle permet d'extraire d'une substance, la partie pure dotée d'une efficacité thérapeutique, de la partie impure, toxique. Elle produit différents types d'« eaux », c'est-à-dire de distillats comme l'eau de rose, l'eau de romarin ou l'eau-de-vie. Cette dernière, ou eau ardente (aqua ardens), capable de brûler, associe paradoxalement les propriétés de l'eau et du feu, deux éléments antagonistes de la théorie des quatre éléments : l'eau éteint le feu, le feu évapore l'eau. C'est en quoi elle échappe aux lois habituelles de la corruption qui marquent le monde sublunaire et pourquoi elle est susceptible de préserver de la putréfaction et d'éviter l'infection des plaies. Après Roquetaillade qui avait aboli la frontière traditionnelle entre le monde supralunaire et le monde sublunaire, Brunschwig affirme la présence de la quintessence au cœur même de toute chose. Et grâce à la distillation, on peut en extraire la partie incorruptible de la matière sublunaire.

#### Liber de arte distillandi de simplicibus, 1500
Cet ouvrage aussi appelé «Le petit Livre de la Distillation » (Kleines Destillierbuch), est le premier manuel de distillation imprimé en Europe,.

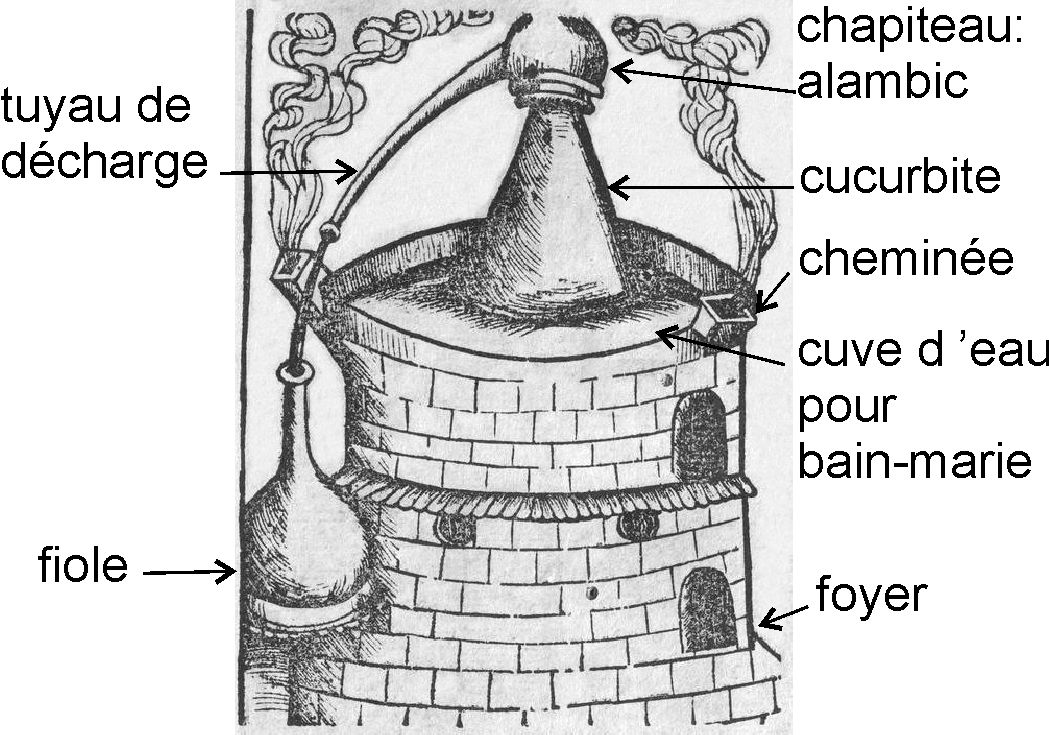
Distillation au bain-marie (Balneum marie). La cucurbite qui repose dans une cuve d'eau, envoie ses vapeurs dans le chapiteau de type alambic pour y être condensées et s'écouler à l'extérieur dans la fiole.

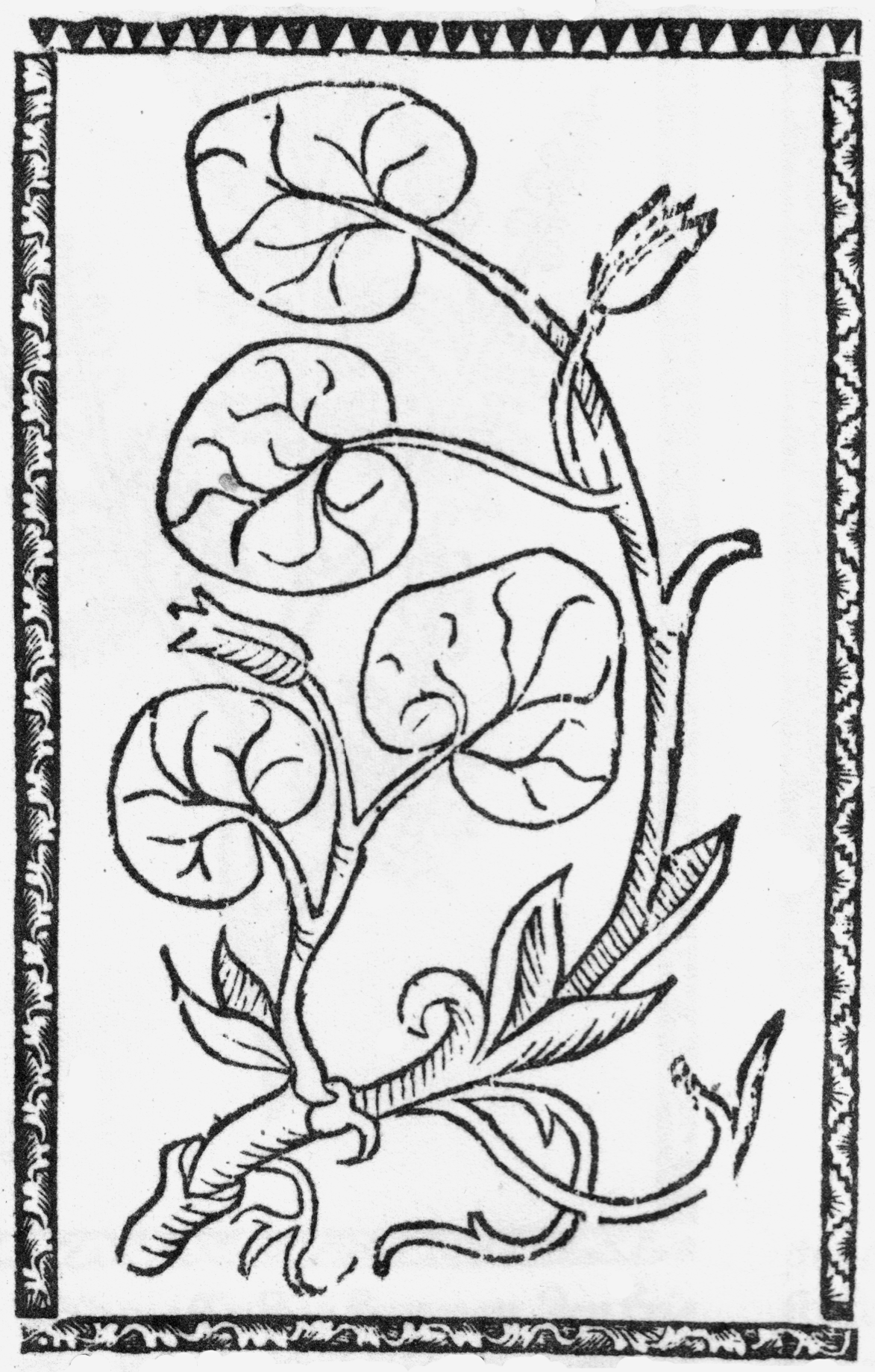
Asaret.

L'ouvrage comporte trois grandes parties :
1. Une description détaillée des appareils et des méthodes de distillation. Brunschwig donne une série d'instructions précises pour construire les fourneaux et pour conduire correctement une distillation. Sa conception de la distillation est beaucoup plus large qu'actuellement. Pour pratiquer la distillation comme on le fait aujourd’hui, Brunschwig se servait  d'une « chaudière » formée d'un fourneau de briques, comportant un foyer sur lequel il disposait d'un récipient (la cucurbite) rempli du substrat à traiter (des fleurs, des fruits etc. avec de l'eau), surmonté d'un chapiteau, nommé le « rosenhut » ou l’alambic, prolongé par un long tuyau de décharge, délivrant le distillat dans une fiole à long col. Il distingue la distillation sans feu (filtration, par la chaleur du soleil, d'un four à pain, du crottin en décomposition ou d'une fourmilière), de la distillation avec le feu (au bain-marie dans l'eau, le sable ou les cendres, par le feu direct) avec deux types de chapiteaux :  le rosenhut en métal ou terre cuite et l'alambic en verre.
2. Une longue liste de monographies sur les distillats de substances végétales ou animales. L'ordre alphabétique des noms vernaculaires allemands des plantes (ancolie, camomille, iris...) et des substances d'origine animale (sang de canard, œufs de fourmis, miel...) est adopté. Une illustration précise est souvent donnée.
3. Une liste de maladies listées par ordre de « de la tête aux pieds » et de traitements par les distillats présentés dans le livre précédent.

Brunschwig distille une seule substance à la fois et récupère la totalité du distillat, appelé eau (wasser), même quand il y a une substance d'aspect huileux, surnageant en surface. C'est-à-dire qu'il ne distingue pas l'eau florale de l'huile essentielle, quand c'est possible.
Toutefois, dans un chapitre rajouté en fin d'ouvrage de l'édition anglaise, il décrit l'eau de Damas, qui est obtenue par une succession de distillations de plantes aromatiques et d'épices, avec une mise à part de l'huile (on ne sait pas par quel moyen).
Il attribue aussi un nombre considérable de vertus à l'eau de vie.
L'œuvre fut traduite en néerlandais et publiée à Bruxelles par Thomas van der Noot en 1517. Beaucoup plus courte que la version allemande, elle s'arrête principalement sur les appareils et techniques de distillation, et choisit une illustration par 23 figures qui avaient initialement été publiée dans Le petit Livre de Distillation de 1500.
La traduction anglaise par Laurens Andrew, The vertuose boke of Distyllacyon of tha Waters, sort à Londres en 1527.

#### Liber de arte distillandi de compositis, 1512

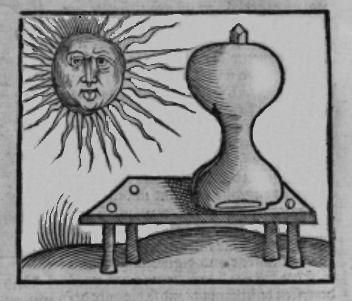
Distillation par le soleil.

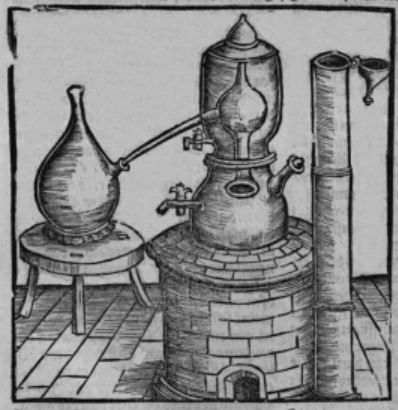
Alambic à tête de Maure : fourneau, bouilloire (cucurbite, contenant le subtrat à distiller), chapiteau en forme d'ampoule à l'intérieur du récipient à réfrigérant, tuyau de décharge dans un récipient adjacent.

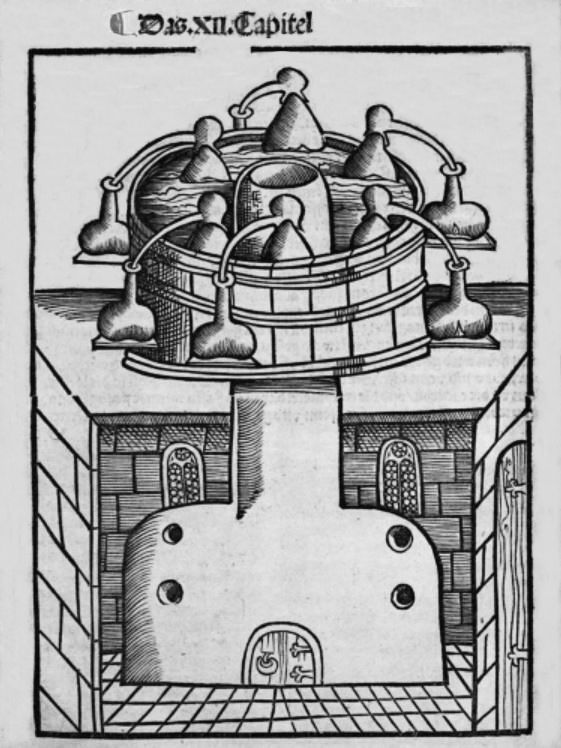
Coupe d'appareil à distiller ; le tuyau central sert à chauffer l'eau du bain-marie (Liber de arte distillandi de compositis, 1512).

Brunschwig fournit dans cet ouvrage imposant de 744 pages, une synthèse de ses connaissances médicales. Plus qu'un simple livre sur les techniques de distillation, c'est un manuel de pharmacologie. Il commence par décrire la distillation de remèdes composés, comme Quinta essentia, Arum potabile, Aqua vite mais aussi la préparation de la thériaque, de la mithridate et d'antidotes semblables. Dans une deuxième partie, il fournit les propriétés des remèdes. La troisième partie traite de la pathologie et de la thérapeutique, « de la tête au pieds », avec l'indication spécifique de chaque eau. La quatrième partie relève des remèdes pour les maladies chirurgicales. Suit ensuite le  Thesaurus pauperum, un traité consacré à la pathologie et la thérapeutique, mais avec des remèdes bon marché, faciles à se procurer par les pauvres.
L'ouvrage donne la description de l'alambic à tête de Maure qui présente une innovation intéressante pour la distillation des eaux-de-vie : le chapiteau est à l'intérieur d'un récipient contenant de l'eau servant de réfrigérant. Cette méthode de refroidissement pourtant essentielle pour avoir une chance de produire de l'alcool était peu efficace car l'eau devait se réchauffer rapidement. Les perfectionnements essentiels qui seront apportées dans le courant du siècle seront de faire passer les vapeurs par un serpentin plongé dans un récipient dans lequel circule de l'eau fraîche (idéalement à 12 °C). Cependant le rosenhut et l'alambic à tête de Maure perdureront encore pendant des siècles avant de complètement disparaître.
Cet ouvrage, aussi appelé « Le grand Livre de la Distillation » (Grosse Distillierbuch), illustré de 79 fourneaux et appareils à distiller, eut un succès encore plus grand que le premier. Il connut plusieurs rééditions, beaucoup comportant des additions de chapitres supplémentaires fournis par d'autres auteurs, comme il était d'usage à l'époque.
Dans son premier ouvrage de distillation de 1500, Brunschwig semble peu influencé par l'alchimie, sauf pour les techniques de distillation. Par contre en 1512, dans son Grand Livre de Distillation, par ses nombreuses références et citations, on comprend que les idées de Jean de Roquetaillade (Rupescissa) ont laissé une marque profonde sur lui. Le mystique visionnaire franciscain Rupescissa qui attendait l'arrivée de l'Antichrist, pensait qu'on pouvait se soustraire à la corruption généralisée qui attendait l'humanité, en faisant usage de la quintessence, obtenue par de multiples distillations de l'eau-de-vie.
Dans son nouvel ouvrage, sous l'influence de Rupescissa, Brunschwig pense que la distillation est un processus ayant une signification cosmique, faisant des substances sublunaires une matière incorruptible, une  « contre-partie terrestre de la matière céleste » (B. Obrist). Toutefois les remèdes formés par les distillats de matières médicales du Petit Livre de Distillation ne sont pas pour autant des quintessences. Elles ne sont pas incorruptibles et il consacre des sections assez longues pour discuter de leur durée de validité en fonction de la nature des plantes.
La profonde influence des travaux de Brunschwig sur son siècle, peut s'observer sur la gravure au burin Philipp Galle d'après un tableau du peintre flamand Jan van der Straet (Stradanus ) datant des environs de 1600, où on reconnait clairement les appareils à distiller, décrits et illustrés par l'apothicaire strasbourgeois : on distingue les chapiteaux de type alambic (au centre) et rosenhut (sur la droite) ; au premier plan un apprenti pile des plantes destinées à remplir les cucurbites.

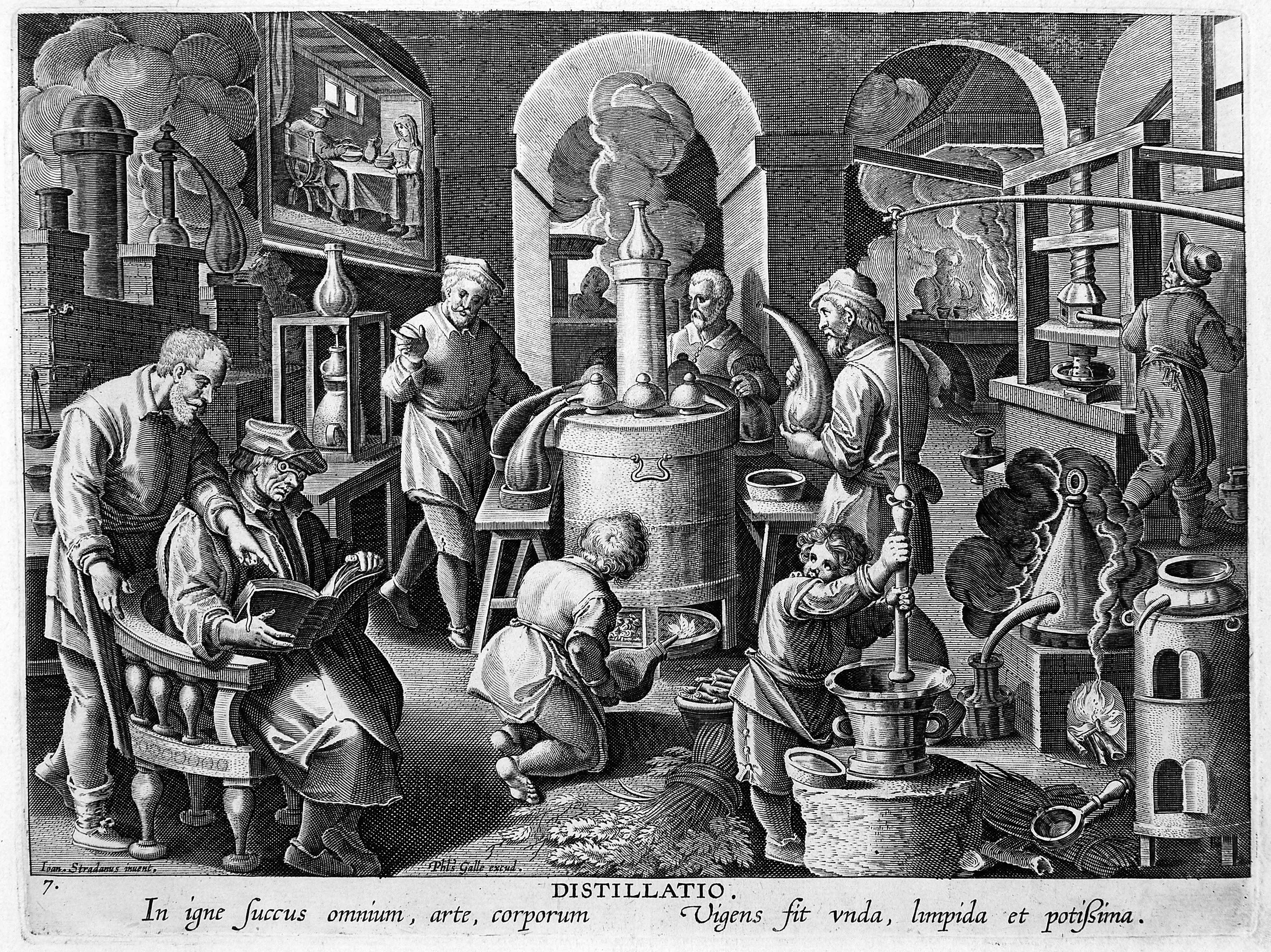
Distillation, gravure de Philipp Galle d'après un tableau de Jan van der Straet, vers 1600.

### Publications des œuvres
- 1497 : Das buch der Cirurgia. Hantwirckung der wund artzny.

Rééditions : Strasbourg 1513 - Rostock 1518 en dialecte bas allemand - Augsbourg 1534 - Munich 1911, 1968 - Milan 1923.
Traductions : 1) En langue anglaise par Peter Treveris à Londres. 1525. 2) En langue néerlandaise par Jan Berents à Utrecht. 1535.
- 1500 (08.05.) : Liber de arte distillandi de simplicibus. Das buch der rechten kunst zu distilieren die eintzigen ding. (= Kleines Destillierbuch.)

Rééditions à l'intérieur du  Medicinarius à partir de 1505 avec d'autres textes dont un de Marsile Ficin (voir ci-dessous). Le Liber de arte distillandi de simplicibus fut publié aussi avec le Gart der Gesundheit (Mayence 1485) dans le Kräuterbuch von allem Erdgewächs d’Eucharius Roesslin d. Jüngere (Francfort-sur-le-Main 1533, 1535, 1536, 1538, 1540, 1542 et 1546).
Traductions : 1) En langue néerlandaise par Thomas van der Noot à Bruxelles. 1517. 2) En langue anglaise par Lawrence Andrew à Londres. 1527. 3) En langue tchèque par Johann Günther à Olomouc. 1559.
- 1500 (19.08.) : Liber pestilentialis de venenis epidemie. Das buch der vergift der pestilentz das genent ist der gemein sterbent der Trüsen Blatren.
- 1505 : Medicinarius. Das buch der Gesuntheit. Liber de arte distillandi Simplicia et Composita. Das nüv buch der rechten kunst zu distillieren. Ouch von Marsilio ficino vnd anderer hochberömpter Artzte natürliche vnd gute künst zu behalten den gesunden leib vnd zuvertryben die kranckheit mit erlengerung des lebens.

Contenant :
- le Liber de arte distillandi de simplicibus. (de 1500) ;
- le livre De vita libri tres de Marsile Ficin (traduit en Allemand par Johann Adelphi de Strasbourg) ;
- des glossaires de drogues ;
- un discours De Quinta essentia pour lequel Brunschwig s’est inspiré du livre De consideratione quintae essentiae de Jean de Roquetaillade.

Rééditions : Strasbourg 1508, 1515, 1521, 1528, 1531, 1537 ; Francfort-sur-le-Main 1551, 1554, 1555, 1560, 1610, 1614.
- 1512 : Liber de arte distillandi de compositis. Das buch der waren kunst zu distillieren die Composita vnd simplicia / vnd das Buch thesaurus pauperum / Ein schatz der armen genant Micarium / die brodsamlin gefallen von den büchern der Artzny / vnd durch Experiment von mir Jheronimo brunschwick vff geclubt vnd geoffenbart zu trost denen die es begeren. (= Großes Destillierbuch.)

Contenant :
- un livre sur « quinta essentia » et autres remèdes alchimistes - longs passages tirés du livre De consideratione quintae essentiae de Jean de Roquetaillade ;
- une énumération des simples et des composés (médicaments composés de plusieurs simples) classés selon les maladies ;
- une énumération des simples et des composés par ordre spatial « de la tête aux pieds » ;
- une énumération des simples et des composés pour servir au traitement chirurgical ;
- un « thesaurus pauperum » - une pharmacopée en 45 chapitres énumérant les médicaments bon marché pour les pauvres.

Le « thesaurus pauperum » fut réédité séparément :
1) Sous le titre Hausapotheke ou Hausarzneibüchlein. 39 éditions. (1537-1658).
2) Sous le titre Apotheke für den gemeinen Mann en combinaison avec le Büchlein von den ausgebrannten Wässern (attribué au médecin viennois Michael Puff). 30 éditions. (1529-1619).
Rééditions du Liber de arte distillandi de compositis entier : Strasbourg 1519, 1532 ; Francfort-sur-le-Main 1538, 1551, 1552, 1597 ; Leipzig 1972.

### Études sur Hieronymus Brunschwig
- Hermann Fischer. Mittelalterliche Pflanzenkunde. München 1929, p. 109-113 : Das kleine Destillierbuch des Hieronymus Brunschwig.
- (s. dir.), Bertrand Gille : Histoire des techniques, Gallimard, coll. « La Pléiade », 1978  (ISBN 978-2-07-010881-7)
- Jacques Heran, « Histoire de la médecine à Strasbourg : les grands anniversaires : Il y a 500 ans, parution du « Brunschwig ». Il y a 100 ans, les obsèques œcuméniques de l'éléphant. Il y a 100 ans, la thèse de Blind », Journal de médecine de Strasbourg, 1997
- Ferdinand Wilhelm Emil Roth. Hieronymus Brunschwyg und Walther Ryff, zwei deutsche Botaniker des 16. Jahrhunderts. In Zeitschrift für Naturwissenschaften 75 (1902), S. 102-123. Digitalisat
- Henry E. Sigerist. Hieronymus Brunschwig and his work. Anhang zu: The book of Cirurgia by Hieronymus Brunschwig. R. Lier, Milano 1923.
- Marie-Claude Weislinger, Le 'Feldtbuch der Wundartzney' de Hans von Gersdorff (1517) et les débuts de la chirurgie de guerre et traumatologique moderne : Commentaires : première traduction française : confrontation aux conceptions de Hieronymus Brunschwig et d'Ambroise Paré, Université Strasbourg 1, 1983, 2 vol., 200, 321 f. (thèse de Médecine)